# Sligo (grevskap)
Sligo (engelskt uttal: [ˈslaɪɡoʊ], iriska: Contae Shligigh) är ett grevskap på Irland. Det ligger i nordvästra Irland och är en del av provinsen Connacht. Grevskapet är namngett efter staden Sligo, som också är grevskapets huvudort. Grevskapet har 69 819 invånare (2022), på en yta av 1 836 km². Invånarantalet gör grevskapet till det tredje mest befolkade i Connachtprovinsen.
Poeten och nobelpristagaren William Butler Yeats (1865–1939) tillbringade en stor del av sin barndom i norra Sligo, och landskapet där var en stor inspirationskälla till hans poesi. Westlifemedlemmarna Mark Feehily, Shane Filan och Kian Egan är alla från Sligo.

## Historia
Grevskapet Sligo bildades officiellt år 1585, men inrättades inte i praktiken förrän efter oroligheterna i samband med nioårskriget hade bedarrat år 1603.

## Geografi
Sligo är det tjugoandra största grevskapet i Irland och det tjugosjätte räknat efter folkmängd. Av Connachts fem grevskap i Sligo det fjärde största till ytan och det tredje största till invånarantalet. Sligo gränsar till grevskapen Mayo (i sydväst), Roscommon (i sydost) och Leitrim (i öster).

## Städer och samhällen

### Största orterna i Sligo (2016)
1. Sligo, 19 199
2. Tubbercurry, 1 986
3. Strandhill, 1 753
4. Collooney, 1 610
5. Ballymote, 1 549
6. Ballisodare, 1 350
7. Enniscrone, 1 223
8. Coolaney, 990
9. Rosses Point, 883
10. Grange, 586

### Övriga orter och byar
- Achonry
- Aclare
- Ballaghnatrillick
- Ballinafad
- Ballygawley
- Ballintogher
- Ballynacarrow
- Ballysadare
- Beltra
- Bunninadden
- Carney
- Castlebaldwin
- Cliffoney
- Cloonacool
- Dromore West
- Drumcliff
- Easky
- Geevagh
- Gorteen
- Kilglass
- Monasteraden
- Mullaghmore
- Riverstown
- Skreen
- Toorlestraun

## Kända personer från Sligo
- William Butler Yeats, poet
- Constance Markiewicz, revolutionär irländsk nationalist
- George Gabriel Stokes, matematiker och fysiker
- Kian Egan, sångare i Westlife
- Lola Montez, skådespelare och dansös
- Marian Harkin, politiker
- Mark Feehily, sångare i Westlife
- Neil Jordan, filmmakare och författare
- Shane Filan, sångare i Westlife